# DreamWorks Records
DreamWorks Records — американський лейбл звукозапису, заснований 1996 року.
Лейбл DreamWorks Records було створено 1996 року як підрозділ нової компанії DreamWorks SKG, що окрім звукозапису займалася виробництвом продукції для кіно та телебачення. Її засновниками стали три відомі керівники: Девід Геффен, який за рік до цього продав свій лейбл Geffen Records MCA, кінопродюсер Стівен Спілберг та Джеффрі Катценберг, що раніше працював у Disney. Керівником лейблу став бізнесмен Мо Остін, який до цього очолював Warner Bros. Records.
Однією з перших суперзірок лейблу став Джордж Майкл, який нещодавно залишив Sony Music Entertainment. Надалі на DreamWorks Records виходили альбоми Ренді Ньюмана, Теймар Брекстон, Неллі Фуртаду, Тобі Кіта, Елліотта Сміта, гурту Papa Roach та інших. Також на лейблі виходили саундтреки до фільмів та мюзиклів, таких як «Шрек», «Майже знамениті» або «Богема».
2003 року холдинг Universal Music Group придбав DreamWorks Records за 100 млн доларів, щоб об'єднати компанію зі своїм лейблом Interscope Geffen A&M. На початку 2004 року з DreamWorks Records було звільнено близько 100 працівників, але весь A&R-персонал, що відповідає за артистів та репертуар, було збережено.